# Ivan Cavaleiro
Ivan Ricardo Neves Abreu Cavaleiro, né le 18 octobre 1993 à Vila Franca de Xira (Portugal), est un footballeur luso-angolais, pouvant jouer au poste d'ailier ou de milieu offensif à Stal Mielec.

## Biographie
Ivan Cavaleiro a joué pour quatre clubs junior différents, notamment en représentant le Benfica Lisbonne de 13 à 18 ans, malgré un prêt au club de Belém du Belenenses.
Il commence sa carrière professionnelle lors de la saison 2012-2013 du Championnat portugais de deuxième division, et joue son premier match contre SC Braga B, aux côtés de ses coéquipiers du SL Benfica B, le 11 août 2012. Le week-end suivant, il ouvre le compteur de buts de sa carrière professionnelle en marquant un doublé lors de la victoire 4-2 de son équipe contre le CD Feirense, et récidive avant la fin du mois avec autre doublé sur le score fleuve de 6-0 joué au Estádio da Luz contre Belenenses, terminant l'année avec 38 matchs joués pour 12 buts marqués, aidant son équipe à atteindre la septième place du classement de D2.
Le 10 juillet 2015, il s'engage pour cinq ans avec l'AS Monaco.  Il participe à son premier match officiel sous le maillot monégasque le 28 juillet 2015 en débutant titulaire lors du troisième tour de qualification aller de la Ligue des Champions, face au BSC Young Boys. Il marque son premier but en compétition lors du match retour le 4 août 2015 en ouvrant le score pour une victoire finale 4 à 0.
Un an à peine après son arrivée, il est transféré à Wolverhampton, en Championship, où il s'engage pour cinq saisons plus une en option.
Le 13 juillet 2019, Cavaleiro est prêté au Fulham FC, relégué en Championship, pour une saison avec une option d'achat.
Le 10 août 2023, il s'engage au LOSC pour une saison avec une seconde saison en option. Il fait ses débuts avec le club nordiste le 20 août en entrant en jeu face au FC Nantes et délivre une passe décisive (2e journée, victoire 2-0). Il s'impose sur le flanc gauche de l'attaque nordiste sur la première partie de saison, étant titularisé à 9 reprises sur les 13 premières journées de championnat, avant d'être victime d'une pubalgie. À son retour de blessure, son entraîneur Paulo Fonseca ne l'utilise plus qu'en fins de rencontre. Il conclut la saison 2023-2024 avec 17 apparitions en Ligue 1 dont 9 titularisations, 1 but inscrit et 1 passe décisive délivrée. Le 1er juillet 2024, le LOSC officialise son départ ainsi que ceux de Yusuf Yazici, Adam Ounas et Adam Jakubech.

## Statistiques détaillées

### En club
| Saison                | Club                        | Championnat           | Championnat | Championnat | Coupe nationale | Coupe nationale | Coupe de la Ligue | Coupe de la Ligue | Compétition(s) continentale(s) | Compétition(s) continentale(s) | Compétition(s) continentale(s) | Total | Total |
| Saison                | Club                        | Division              | M.          | B.          | M.              | B.              | M.                | B.                | Comp.                          | M.                             | B.                             | M.    | B.    |
| 2013-2014             | Benfica Lisbonne            | Liga Sagres           | 8           | 0           | 3               | 1               | 3                 | 0                 | C1+C3                          | 4+2                            | 0                              | 20    | 1     |
| Sous-total            | Sous-total                  | Sous-total            | 8           | 0           | 3               | 1               | 3                 | 0                 | -                              | 6                              | 0                              | 20    | 1     |
| 2014-2015             | Deportivo La Corogne (prêt) | Liga BBVA             | 34          | 3           | -               | -               | -                 | -                 | -                              | -                              | -                              | 34    | 3     |
| Sous-total            | Sous-total                  | Sous-total            | 34          | 3           | -               | -               | 0                 | 0                 | -                              | 0                              | 0                              | 34    | 3     |
| 2015-2016             | AS Monaco                   | Ligue 1               | 12          | 1           | -               | -               | 1                 | 0                 | C1+C3                          | 4+2                            | 1+1                            | 19    | 3     |
| 2016-2017             | AS Monaco                   | Ligue 1               | 2           | 0           | -               | -               | -                 | -                 | C1                             | 1                              | 0                              | 3     | 0     |
| Sous-total            | Sous-total                  | Sous-total            | 14          | 1           | -               | -               | 1                 | 0                 | -                              | 7                              | 2                              | 22    | 3     |
| 2016-2017             | Wolverhampton               | Championship          | 31          | 5           | -               | -               | -                 | -                 | -                              | -                              | -                              | 31    | 5     |
| 2017-2018             | Wolverhampton               | Championship          | 42          | 9           | 1               | 0               | 3                 | 0                 | -                              | -                              | -                              | 46    | 9     |
| 2018-2019             | Wolverhampton               | Premier League        | 23          | 3           | 5               | 2               | 1                 | 0                 | -                              | -                              | -                              | 29    | 5     |
| Sous-total            | Sous-total                  | Sous-total            | 96          | 17          | 6               | 2               | 4                 | 0                 | -                              | -                              | -                              | 106   | 19    |
| 2019-2020             | Fulham (prêt)               | Championship          | 44          | 6           | 2               | 0               | -                 | -                 | -                              | -                              | -                              | 46    | 6     |
| 2020-2021             | Fulham                      | Premier League        | 36          | 3           | 1               | 0               | -                 | -                 | -                              | -                              | -                              | 37    | 3     |
| 2021-2022             | Fulham                      | Championship          | 18          | 2           | 1               | 0               | 2                 | 0                 | -                              | -                              | -                              | 21    | 2     |
| Sous-total            | Sous-total                  | Sous-total            | 98          | 11          | 4               | 0               | 2                 | 0                 | -                              | -                              | -                              | 104   | 11    |
| 2022-2023             | Alanyaspor (prêt)           | Süper Lig             | 22          | 2           | 3               | 2               | -                 | -                 | -                              | -                              | -                              | 25    | 4     |
| Sous-total            | Sous-total                  | Sous-total            | 22          | 2           | 3               | 2               | 0                 | 0                 | -                              | 0                              | 2                              | 25    | 6     |
| 2023-2024             | Lille OSC                   | Ligue 1               | 17          | 1           | 0               | 0               | -                 | -                 | C4                             | 5                              | 0                              | 22    | 1     |
| Sous-total            | Sous-total                  | Sous-total            | 17          | 1           | -               | -               | 0                 | 0                 | -                              | 5                              | 0                              | 22    | 1     |
| Total sur la carrière | Total sur la carrière       | Total sur la carrière | 289         | 35          | 16              | 5               | 10                | 0                 | -                              | 18                             | 2                              | 333   | 42    |

### En sélection nationale
| Sélection | Année | Statistiques | Statistiques |
| Sélection | Année | Matchs       | Buts         |
| --------- | ----- | ------------ | ------------ |
| Portugal  |       |              |              |
| 2014      | 2     | 0            |              |
| Total     | 2     | 0            |              |

Mise à jour le 10 juillet 2015

## Palmarès

### En club
- Benfica Lisbonne
  - Championnat du Portugal :
    - Champion : 2014

  - Coupe du Portugal :
    - Vainqueur : 2014

  - Coupe de la Ligue :
    - Vainqueur : 2014

  - Ligue Europa :
    - Finaliste : 2014
- AS Monaco
  - Championnat de France
    - Champion : 2017
- Wolverhampton Wanderers
  - Championnat d'Angleterre de D2 :
    - Champion : 2018
- Fulham FC
  - Champion d'Angleterre de D2 :
    - Champion : 2022

### En sélection
- Portugal Espoirs
  - Euro espoirs :
    - Finaliste : 2015

### Distinctions personnelles
- Membre de l'équipe-type du Championnat d'Europe espoirs en 2015.